# Якимівці (Хмельницький район)
Яки́мівці — село в Україні, у Антонінській селищній громаді Хмельницького району Хмельницької області. Населення становить 289 осіб.

## Географія
Селом протікає річка Ікопоть.

## Історія
У 1906 році село Антонінської волості Ізяславського повіту Волинської губернії. Відстань від повітового міста 40 верст, від волості 4. Дворів 168, мешканців 972.
7 (20) листопада 1917 року, відповідно до.Третього Універсалу Української Центральної Ради, увійшло до складу Української Народної Республіки.
До 2020 року орган місцевого самоврядування — Гриценківська сільська рада.
12 червня 2020 року, відповідно до розпорядження Кабінету Міністрів України № 727-р «Про визначення адміністративних центрів та затвердження територій територіальних громад Хмельницької області», увійшло до складу Антонінської селищної громади.
19 липня 2020 року, після ліквідації Красилівського району, село увійшло до Хмельницького району.